# Евзеров, Роберт Яковлевич
Роберт Яковлевич Евзеров (1926—2015) — советский учёный социолог и педагог, доктор исторических наук (1981). Главный научный сотрудник Института социологии РАН (1990—2013).

## Биография
Родился 4 марта 1926 года в городе Харькове Украинской ССР. В начале Великой Отечественной войны был с родителями эвакуирован в Свердловск, откуда его отец — инженер Яков Рувимович Евзеров — был направлен на Челябинский танковый завод.
С 1941 по 1947 годы в период Великой Отечественной войны в возрасте пятнадцати лет начал свою трудовую деятельность токарем, позже был назначен технологом производственного отдела на Кировский завод Наркомата танковой промышленности СССР, производившем во время войны военную продукцию в том числе танки Т-34 и ИС и самоходные артиллерийские установки. За период войны получил среднее образование и закончил два курса заочного отделения Исторического факультета Московского государственного университета.
С 1946 по 1949 годы продолжил своё обучение в Москве на Историческом факультете Московского государственного университета. С 1949 по 1956 годы преподавал на кафедре новой и новейшей истории исторического факультета Московского государственного университета и  параллельно был преподавателем истории и политической экономии в Московской средней школе Министерства внешней торговли СССР. С 1956 по 1970 годы в течение четырнадцати лет, был преподавателем кафедры политической экономии Московского института железнодорожного  транспорта. С 1970 по 1990 годы работал научным сотрудником и руководителем Сектора по изучению теории и истории массовых движений трудящихся в Институте международного рабочего движения АН СССР. Р. Я. Евзеров  занимался исследованием в области проблем развития капитализма и изучением вопросов связанных с демократией, массовыми движениями а также роли политических и профсоюзных организаций в таких странах как: США, ФРГ, Бельгия, Великобритания, Испания и Италия.
В 1955 году защитил диссертацию на соискание учёной степени — кандидат исторических наук по теме: «Борьба течений в германской социал-демократии в связи с подготовкой Германии к первой мировой войне (1913—1914 гг.)», в 1981 году доктор исторических наук по теме: «Разработка революционными силами в международном рабочем движении политической линии борьбы за демократию и социализм (1907-1914 гг.)».
С 1990 по 2013 годы работал — главным научным сотрудником  в  Институте социологии РАН, основной тематикой его научной деятельности стала евразийская тематика и разработка вопросов связанных с развитием и взаимоотношениями членов стран Содружества независимых государств. Р. Я. Евзеров был автором свыше двухсот научных трудов, которые получили известность не только в научной среде России но и в таких западных странах как: ГДР, Польша, Финляндия, ФРГ, Швейцария, Япония, Австрия, Болгария и Венгрия.
Скончался 14 января 2015 года в Москве.

## Награды
Основной источник:
- Орден Дружбы народов